# Jean Baptiste Étienne Benoît Olive Regnault
Pour les articles homonymes, voir Regnault.
Jean Baptiste Étienne Benoît Olive Regnault, né à Niort en 1759 et mort à Paris le 24 janvier 1836, est un médecin français.

## Biographie
Médecin à Paris lorsqu'éclata la Révolution, il devint président de la section de Saint-Eustache en 1789, membre de la municipalité et médecin à l'hôpital du Gros-Caillou (1791). Attaché, en 1792, à l'armée de la Moselle, il se vit décrété d'arrestation pour avoir rendu des services à des émigrés, sortit de France et alla exercer son art à Hambourg, puis en Angleterre. De retour dans son pays après la chute de l'Empire, il fut nommé médecin de Louis XVIII et des pages. Il fonda, en 1816, le Journal des sciences médicales.

## Œuvres
Outre quelques opuscules politiques ou administratifs, on a de lui :
- Observations sur la phthisie pulmonaire et sur le lichen d'Islande (1802), ouvrage publié d'abord en anglais et qui eut plusieurs éditions ;
- Considérations sur l'état de la médecine en France depuis la Révolution (1819) ;
- Mémoire sur les altérations et l'influence du foie dans plusieurs maladies (1820).